# Bảo Ninh (plaats)

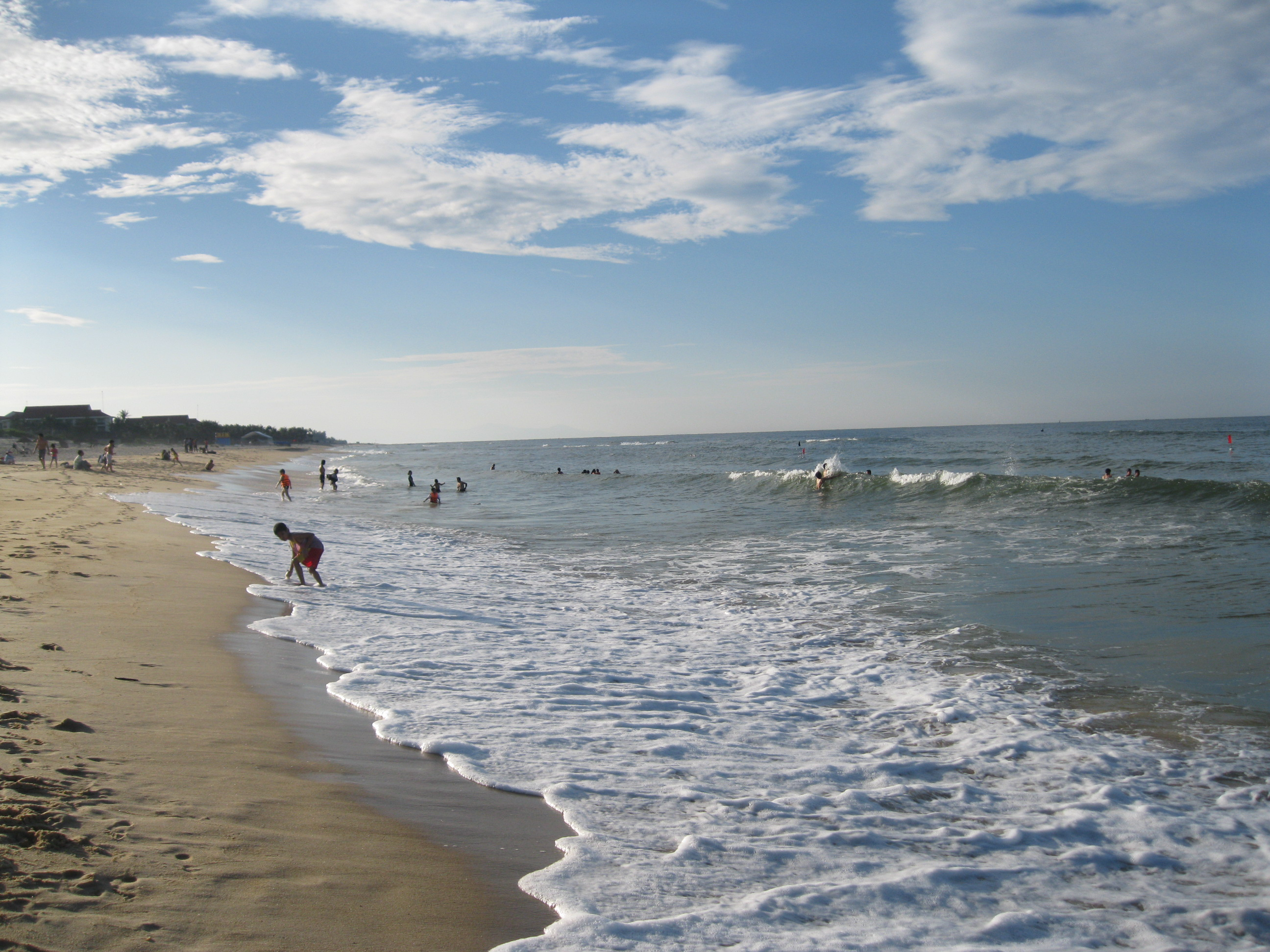
Bảo Ninhstrand

Bảo Ninh is een xã in het district Đồng Hới, een van de districten in de Vietnamese provincie Quảng Bình.
Lộc Ninh telt ruim 8900 inwoners op een oppervlakte van 13,44 km².